# 10167 Yoshiwatiso
10167 Yoshiwatiso (1995 BQ15) là một tiểu hành tinh vành đai chính được phát hiện ngày 31 tháng 1 năm 1995 bởi T. Seki ở Geisei.